# Pomponio Nenna
Pomponio Nenna (ur. 13 czerwca 1556 w Bari, zm. przed 22 października 1613 w Rzymie lub Neapolu) – włoski kompozytor.

## Życiorys
Był wnukiem Giovanniego Battisty Nenny, humanisty i prawnika na dworze Bony Sforzy w Bari. Przypuszczalnie kształcił się w Rzymie u Stefano Felisa. W 1582 roku otrzymał od księcia Fabrizio Carafy tytuł gubernatora Andrii. Od około 1594 do 1599 roku przebywał w służbie Carla Gesualda w Neapolu. W 1603 roku został odznaczony Orderem Złotej Ostrogi. W 1608 roku przebywał w Rzymie.
Opublikował 6 zbiorów madrygałów na 5 głosów i jeden zbiór madrygałów na 4 głosy. Tworzył także muzykę religijną. W madrygałach Nenny widoczna jest tendencja do zmniejszania rozmiarów utworów i zwiększania elementów imitacji. Jego utwory zbliżone są do twórczości Carla Gesualda, choć odmienne stylistycznie i mniej dramatyczne.